# Fantômes sur l'oreiller
Pour plus de détails, voir Fiche technique et Distribution.
Fantômes sur l'oreiller (Fantôme sur l'oreiller à l'écran) est un téléfilm français réalisé par Pierre Mondy dont la première diffusion s'effectua en France le 30 décembre 1989. Ce téléfilm est une adaptation de la pièce éponyme d'Alan Ayckbourn.

## Synopsis
Bernard Labarges, un riche industriel veut offrir un manoir à sa femme, Élisabeth, une ancienne danseuse, qui rêvait de devenir châtelaine. Mais celle-ci a décidé de rompre, au grand désespoir de Labarges. Ce manoir est non seulement en très mauvais état mais est aussi réputé hanté. Arrivent au manoir, Marc-André Basset, le frère d'Élisabeth et Martine, sa compagne, Brice Michaud le notaire ainsi que Serge Rouquet, le propriétaire du manoir. Ce dernier qui a besoin d'argent s'efforce de faire signer le contrat d'achat par Labarges, mais les difficultés s'accumulent.

## Fiche technique
- Titre : Fantômes sur l'oreiller
- Réalisation : Pierre Mondy
- Scénario : Christian Clavier et Pierre Mondy
- D'après la pièce de : Alan Ayckbourn
- Pays d'origine :  France
- Date de diffusion : 30 décembre 1989
- Genre : Comédie

## Distribution
- Michel Aumont : Bernard Labarges
- Agnès Soral : Élisabeth Labarges
- Christian Clavier : Brice Michaud
- Martin Lamotte : Serge Rouquet
- Philippe Khorsand : Marc-André Basset
- Marie-Anne Chazel : Martine
- Pierre Mondy : Le chauffeur
- Fabrice Bagni : Le rôdeur